# Resolutie 2109 Veiligheidsraad Verenigde Naties
Resolutie 2109 van de Veiligheidsraad van de Verenigde Naties werd op 11 juli 2013 unaniem aangenomen door de VN-Veiligheidsraad en verlengde de VN-vredesmacht in Zuid-Soedan met een jaar.

## Achtergrond
In 2011 was Zuid-Soedan na decennia van conflict om het olierijke gebied onafhankelijk geworden van Soedan. Het jonge land had echter te kampen met verscheidene gewapende groeperingen.

## Inhoud

### Waarnemingen
Zuid-Soedan had inmiddels staatsinstellingen opgericht en wetgeving inzake verkiezingen, politieke partijen, energie, mijnbouw, aardolie, financieel beheer en het bankwezen afgekondigd. President Salva Kiir had ook de strijd tegen corruptie aangebonden.
Het geweld was opnieuw opgelaaid, wat vooral in de staten Jonglei en Unity en de regio Bahr-al-Ghazal te merken was. Mensenrechtenschendingen en plundering door zowel gewapende groeperingen als de veiligheidsdiensten bleven schering en inslag; terwijl de overheid niet bij machte was de verantwoordelijken ter verantwoording te roepen. Ook aan de grens met Soedan vonden regelmatig incidenten plaats.
De UNMISS-vredesmacht werd in bepaalde gebieden geconfronteerd met een beperkte bewegingsvrijheid. De macht werd ook al aangevallen, wat tot de dood van zeventien blauwhelmen had geleid. Zo haalde de SPLA in december 2012 een helikopter neer en werd in april 2013 een konvooi aangevallen. De regering van Zuid-Soedan werd aangespoord de daders te vatten.

### Handelingen
Het mandaat van UNMISS werd ongewijzigd verlengd tot 15 juli 2014. De prioriteiten van de missie bleven het beschermen van de bevolking en het verhogen van de veiligheid, en hiertoe mochten alle nodige middelen ingezet worden. Zuid-Soedan werd aangespoord zelf meer te doen om zijn bevolking te beschermen en ook om intensiever samen te werken met de vredesmacht. Van alle partijen werd geëist dat het geweld tegen de bevolking werd beëindigd.

## Verwante resoluties
- Resolutie 2091 Veiligheidsraad Verenigde Naties
- Resolutie 2104 Veiligheidsraad Verenigde Naties
- Resolutie 2113 Veiligheidsraad Verenigde Naties
- Resolutie 2126 Veiligheidsraad Verenigde Naties

Lijst ·  2086 ·  2087 ·  2088 ·  2089 ·  2090 ·  2091 ·  2092 ·  2093 ·  2094 ·  2095 ·  2096 ·  2097 ·  2098 ·  2099 ·  2100 ·  2101 ·  2102 ·  2103 ·  2104 ·  2105 ·  2106 ·  2107 ·  2108 ·  2109 ·  2110 ·  2111 ·  2112 ·  2113 ·  2114 ·  2115 ·  2116 ·  2117 ·  2118 ·  2119 ·  2120 ·  2121 ·  2122 ·  2123 ·  2124 ·  2125 ·  2126 ·  2127 ·  2128 ·  2129 ·  2130 ·  2131 ·  2132